# Selenia delunaria
Selenia delunaria là một loài bướm đêm trong họ Geometridae.